# ワルサンゲリ
ワルサンゲリ (ソマリ語: Warsangali, Warsangeli, Warsengeli, Wer-singeli, Oor Singally, アラビア語:  ورسنجلي)はソマリ人主要氏族の一つであるダロッドの支族。ダロッドの中でも特にハルティと呼ばれるグループに属する。主にソマリランドとプントランドの係争地域であるサナーグ地域東部に住む。同じく係争地域であるスール地域東部のデュルバハンテ氏族と合わせて「ワルサンゲリ氏族とデュルバハンテ氏族」のように合わせて紹介されることも多い。
なお、ダロッドとは別の氏族ハウィエにも同じワルサンゲリの名で呼ばれる支族があり、ソマリアの首都モガディシュ近くを拠点としているが、この記事ではダロッドの支族について述べる。

## 概要
「ワルサンゲリ」とは「良い知らせをもたらした者」という意味であるとされる（war 知らせ-san 良い-geli 届ける）。
ワルサンゲリ氏族はサナーグ地域東部を中心に居住している。この地域はソマリランドとプントランドの係争地域であり、ワルサンゲリ氏族はそれぞれを支持する派閥に分かれている。ただし激しい対立ではない。
ワルサンゲリ氏族は、イエメンとの経済的交流に一定の役割を果たしているが、ソマリランドやプントランドに対する政治的影響力が小さいとされる。ワルサンゲリの一部の民兵組織が、古い国名から取ったマーヒルを名乗って活動しており、ワルサンゲリ氏族から一定の信用を得ている。

## 支族
ワルサンゲリのスルターンは元々はワルサンゲリ氏族に一人だったが、近年になって様々な事情から複数のスルターンが存在するようになった。
- レール・ガラード（Reer Garaad）ワルサンゲリ王国の古くからのスルターン（王）の家系。現在のスルターンはサイード・アブドゥルサラン・マハムード。スルターンに公式な実権は無いが、その発言はワルサンゲリ氏族で重視される。
- ドゥベイス（Dubeys） 族長のスルターン・マハメド・スルターン・アブディラヒ・アルタン（suldaan Maxamed suldaan Cabdillaahi Cartan）が「東部サナーグ地域の代表」としてたびたびソマリランド政府と交流している。このスルターンはバハン出身[5]。
- ガラブサレ（GarabSare）族長はスルターン・アフメド・バシル・ドゥアレ[6]。
- ムーセ・アブダレ（Muuse Cabdalle）2023年12月にアブディサマド・スルタン・モハメド・ハッサンがベルベラでスルターンに就任[7]。
- ウガース・ラーベ（Ugas Laabe, Ugayslabe）インド系移民[4]あるいはパキスタン移民の子孫。ワルサンゲリ氏族の王族などとの婚姻のつながりが深く、ワルサンゲリの支族とされることもある[8]。

## 歴史
古代から、ワルサンゲリ氏族が居住していたあたりで採れた乳香がアルシフルなどを経由して中国などへ輸出されていた。
なお、ソマリ人の名は「個人・父・祖父」という構成になっており、例えばサイード・アブドゥルサラン・マハムードはサイードが当人、アブドゥルサランが父、マハムードが祖父である。ただしガラード、スルターンなどは肩書である。名前の後ろにニックネームが付くこともある。

### ワルサンゲリ国

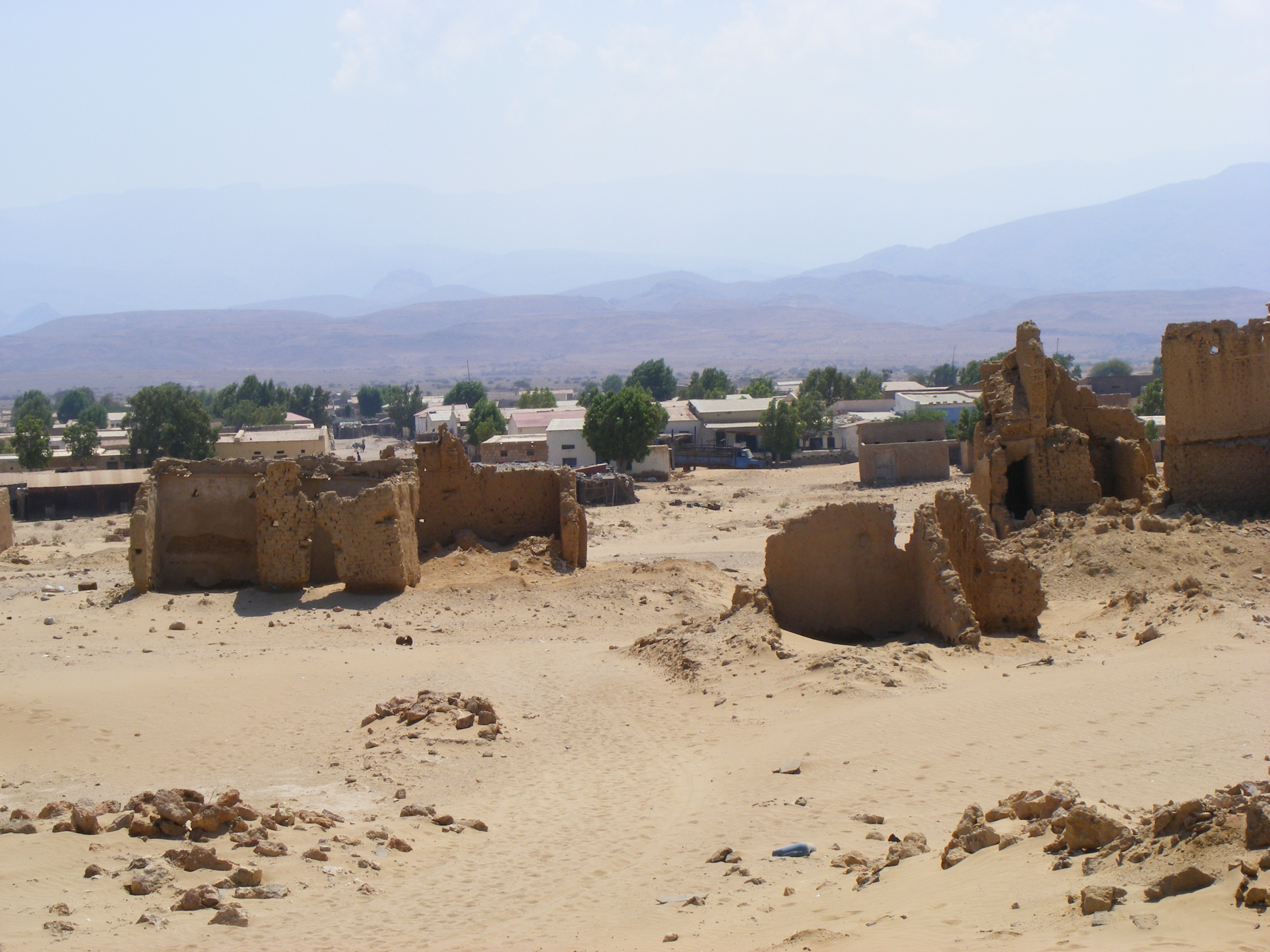
ワルサンゲリ国の首都ラス・コレーの建物跡。建設時期は不明

地理的な理由から、ワルサンゲリ氏族は過去数世紀にわたって他の氏族との関係が薄かったとされる。
1298年にアブディラヒ・ディディンがラス・コレーにて、ソマリ語で王を意味する「ガラド」への就任を宣言した。この1298年がワルサンゲリ・スルタン国の起源とされる。ただしこの国の王（ガラド）が「スルターン」を称するのは19世紀になってからと言われる。地域名マーヒルを冠して「マーヒル国」とも呼ばれた。
ワルサンゲリ国が最も繁栄した時期は15世紀から16世紀にかけてである。ただし近代になるまで王の系譜以外の情報はほとんど残されていない。
1530年代、ソマリア北西部にあったアダル・スルタン国の将軍アフマド・イブン・イブリヒム・アル＝ガジーがエチオピアに侵攻し、当初は連勝してエチオピア北部のほとんどを占領した。しかしアル＝ガジーが戦死してからは敗戦続きとなり、アダル・スルタン国だけではなく協力したワルサンゲリ・スルタン国も力を弱めた。
ワルサンゲリ・スルタン国は17世紀から19世紀にかけて徐々に衰えていったとされる。17世紀にワルサンゲリ・スルタン国からマジェルテン氏族が独立し、マジェルテーン・スルタン国が作られた。

### イギリスとの接触と保護領化
1848年のイギリス人の報告によれば、ワルサンゲリ氏族のスルターンの家系はガラード・アブドゥラー家だった。（王自身はスルターンではなくガラードを名乗っていたとされる。）当時のスルターンの名はマフムード・アリだった。ワルサンゲリ氏族は良質の馬を多数所有しており、主な武装は２本の槍と盾だった。盗みを嫌い、盗みは血でしか償えない（投獄や賠償では許されない）と考えており、他の氏族と違って難破船を襲うことなども無かったという。彼らが標高600～900メートルの山で採る乳香は当時イギリスで最上質と見なされていたが、この報告者によればそれは誤解だという。天然の乳香が生える山では家族ごとの境界を設けて管理していた。乳香の他、没薬、アラビアガムなどの樹脂、ギーのような乳製品を輸出していた。水不足は深刻ではなく、放牧も行われていた同じ報告者によると、ワルサンゲリの居住地は「メイトの東」と書かれている。また、現地の生産物としては乳香がほとんどであり、アラビアゴムはごくわずかで、没薬は全く採れないとも説明している。
1869年、スエズ運河が開通したことにより、アデン湾が東西貿易の交易路となり、ソマリア北部海岸の重要性が増した。
1870年のドイツ人探検家リヒャルト・ブレンナーの報告によれば、ワルサンゲリ氏族はラス・コレーにスルターンのマハムード・アリと共に6000人が住んでおり、その東約50キロメートルの位置にあるドゥルドゥリにはワルサンゲリ氏族を中心とする4000人が住んでいた。
1886年、ワルサンゲリ氏族はイギリスと保護契約を結んだ。この契約には複数のワルサンゲリが署名しているが、筆頭はワルサンゲリのガラド、アリ・マハメド・マハムードだった。この契約にはワルサンゲリ氏族の主権を認めないととれる条文があり、一般にはこの年がワルサンゲリ・スルタン国の終焉とされる。1887年に英国水路部が出版した本では、ワルサンゲリ氏族はメイトの東からジアダにかけて住んでおり戦争好き、と報告されている。イギリスは1887年7月20日、ベルリン会議の調印国に対し、ワルサンゲリ氏族居住地域以外も含めた地域について、 イギリス領ソマリランドが保護領として成立したことを公式に通告した。

### マハムード・アリ・シレによる統治とスルターン追放

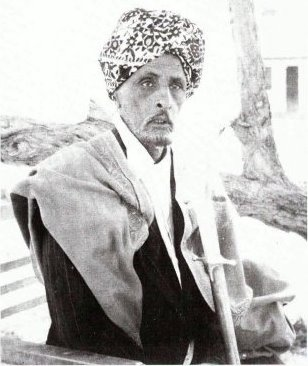
ワルサンゲリ国で初めてスルターンを称したとされるマハムード・アリ・シレ

1897年、ワルサンゲリのスルターンがマハムード・アリ・シレに代わった。
1899年、サイイド・ムハンマド・アブドゥラー・ハッサンがイギリスに対して大規模な反乱を起こした。サイイド・ムハンマドは最初の拠点ブラオを追われながらも同盟者を増やし、1905年にイタリアと協定を結んでヌガール地域の支配権を与えられ、イリグを拠点とした。イギリスとも休戦協定を結び、ワルサンゲリ氏族などとの同盟を模索した。1908年1月、ワルサンゲリのスルターンは、サイイド・ムハンマドに加担して、ソマリア北岸に上陸しようとしたイギリス船に発砲した。
1910年12月、マジェルテン氏族とワルサンゲリ氏族が和解して、横暴になってきたサイイド・ムハンマドに対抗することを決議した。1911年6月にはサイイド・ムハンマドの攻撃を受けたマジェルテン氏族に援軍してサイイド・ムハンマドの軍を破った。サイイド・ムハンマドは1913年に拠点をタレーに移した。1916年5月、サイイド・ムハンマドの軍はワルサンゲリ氏族の拠点ラス・コレーの一部を占領し、女性と子供を含む300人のワルサンゲリ氏族を処刑した。1920年にサイイド・ムハンマドはイギリスの空爆を受けてタレーから逃亡後、病死した。

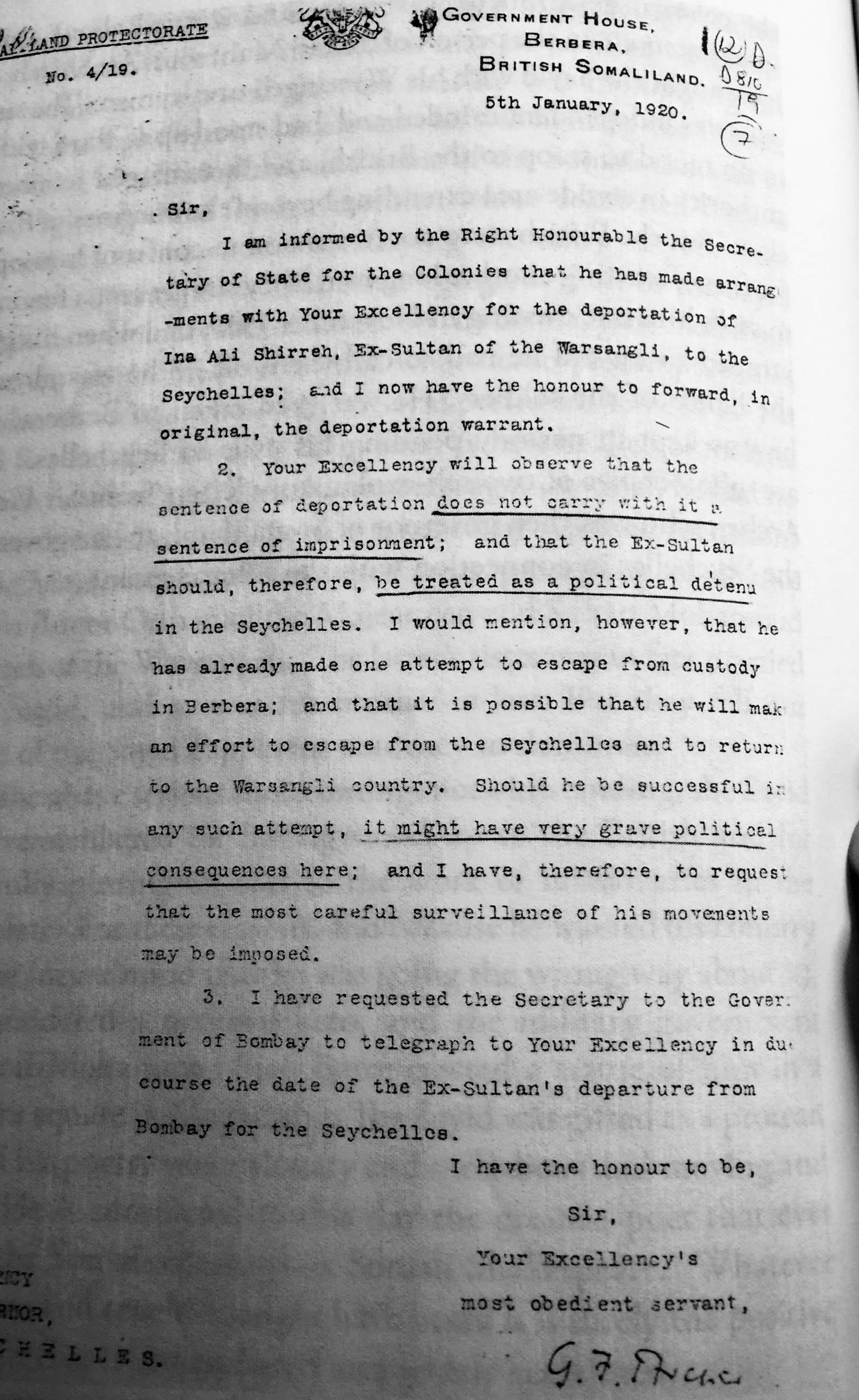
イギリス領ソマリランド政府名義のマハムード追放の通達文書。「元スルターンとして追放し、現地で禁固にはしない」と書かれている。

1922年、スルターンのマハムード・アリ・シレが「先住民の権威」を行使したとして、イギリス統治政府から7年間の刑でセーシェルに追放された。マハムードは追放時に4人の妻と14人の子供を現地に残した。マハムードはセイシェル追放後にも妻を娶って男と女の子供を１人ずつ儲けた。（この男児は2004年時点で82歳でモルディブに居住していた。）マハムード・アリ・シレは1928年に許されて帰国した。イギリス政府は帰国したマハムード・アリ・シレがスルターンに再就任することを認めた。
1920年代にはワルセンゲリ氏族とイギリス本国との交易も盛んになった。ただし当時のイギリス住民は黒人差別が強く、1928年にイギリスのカーディフを訪れたワルサンゲリの水夫らや、同じカーディフにあったワルサンゲリが営む下宿屋が地元住民たちの群衆に襲われたと報告されている。

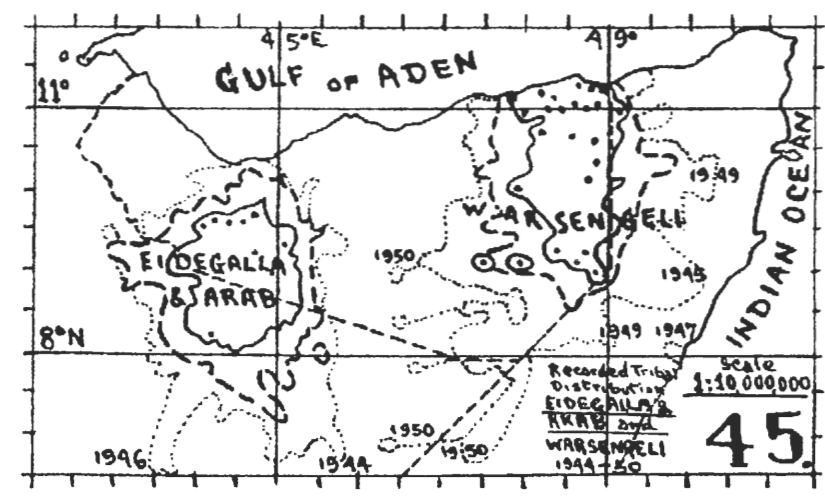
1951年にイギリスで出版された本に書かれたワルサンゲリ氏族の活動範囲。（図の中央からやや右の位置。）黒点が「主に使う給水所」、実線が「給水所の近隣」、　破線が「放牧する範囲」、点線が「存在が確認された地域」。

1951年のイギリス人の本によれば、ワルサンゲリ氏族の人口は女性を含めて主要3支族だけで5千から1万人、合計約2万人だった。
1955年の書籍によると、ワルサンゲリはイギリス保護領北東部に居住する牧畜民であり、部族の放牧地は南方に大きく広がり、時にはラス・アノド地域（現在のスール地域）のタレーにまで達することもあった。また、1950年の人口統計としてワルサンゲリ氏族は2万人としている。また、ハバル・アワル氏族と並んで最も馬を多く所有する氏族だった。
1950年代後半、イギリス領ソマリランドのワルサンゲリ氏族とデュルバハンテ氏族は、イギリス領ソマリランドの主体氏族イサックに対応するために、統一ソマリ党（USP, The United Somali Party）を結成した。当時のワルサンゲリ氏族は、首長が選出されるゲラド・アブドゥラ（Gerad Abdullah）氏族と、弓矢を用いて狩猟を行うドゥベイス（Dubeis）氏族とが重要な支族だった。
1960年、ワルサンゲリ氏族のスルターンであるマハムード・アリ・シレが死去。後継は息子のアブドゥルサラン・マハムード・アリ。

### ソマリア独立後
1960年にソマリアは独立した。しかしサナーグ地域の知事（エリガボ市長兼任）の職は現在までワルサンゲリ氏族に与えられることは無く、イサック氏族の支族ハバル・ユニス出身者が独占している。警察長官も多くはイサック氏族が務めたが、ワルサンゲリ氏族出身者も1966年、1980年、1985年に3～4年の任期で務めている。
1969年、モハメド・シアド・バーレがクーデターでソマリア大統領になった後に、1950年代後半から続いていた統一ソマリ党は活動を停止された。
1970年頃、ワルサンゲリの中心都市がフベーラからバハンに移った。
1971年、バーレ政権でワルサンゲリ氏族の代表格だったジャマ・アリ・コーシェルがクーデターの嫌疑で逮捕され、ワルサンゲリ氏族は中央政府に対する影響力を失った。

### ソマリア内戦とソマリランド建国
1980年代後半、ソマリア各地の氏族が軍閥を作ってソマリア政府に従わなくなり、首都モガディシュを中心に氏族同士の戦闘が盛んになって、ソマリア内戦と呼ばれる状態になった。
1990年代初頭、ワルサンゲリ氏族スルターン（族長）のアブドゥルサラン・マハムード・アリが病気となり、弟のイスマイル・マハムード・アリがスルターン代行となった。

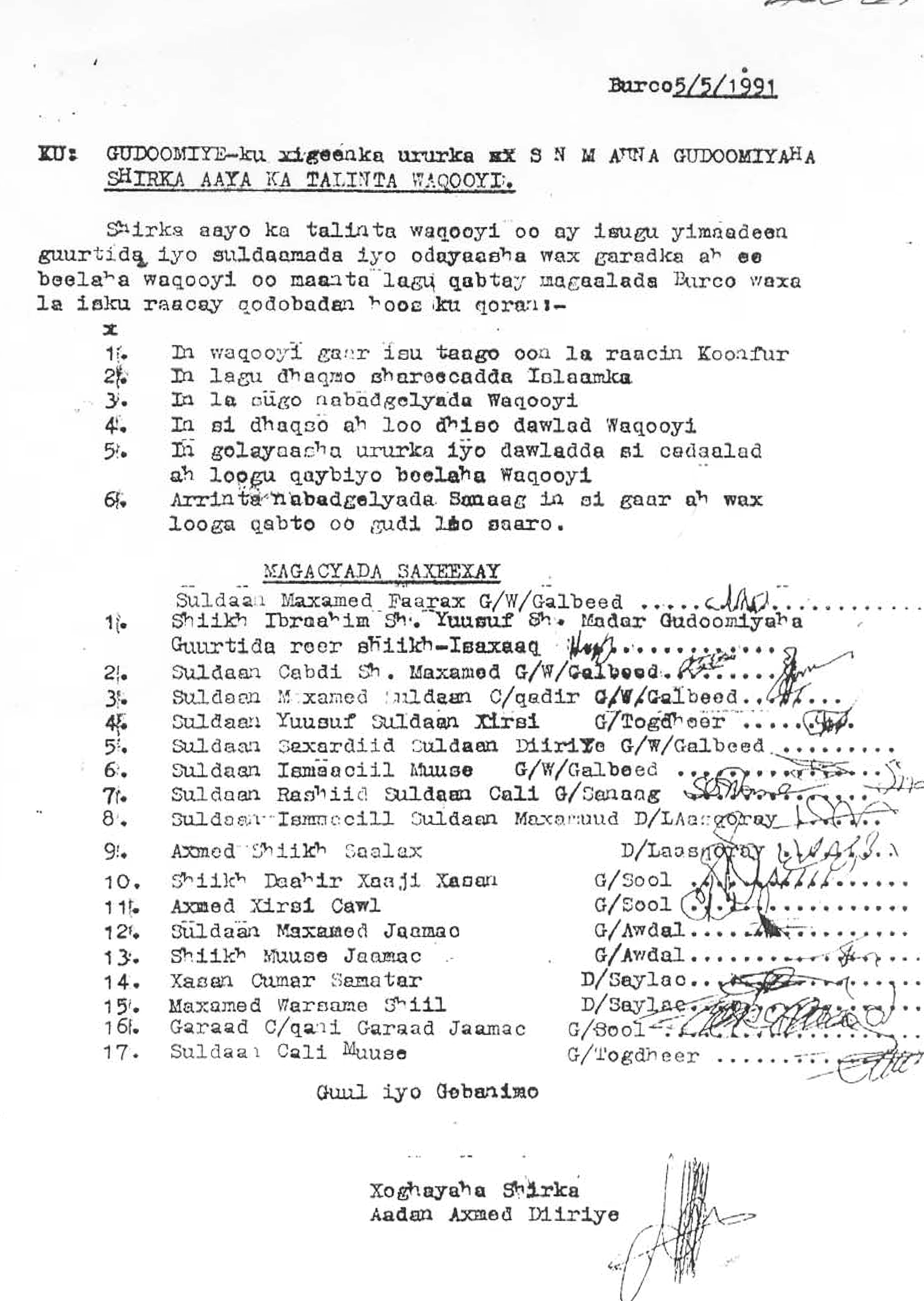
ソマリランド独立宣言。署名の8と9がワルサンゲリ氏族のもの。

1991年2月、ソマリア北部ではワルサンゲリ、デュルバハンテ、イサックの各氏族の長老たちがベルベラで停戦合意に達したことで、紛争は終結した。
1991年5月、イサックの各氏族と、ワルサンゲリ、デュルバハンテ氏族の代表がソマリランドのほぼ中央に位置するブラオに集まり、後に「ソマリランド独立宣言」とされる文書に署名した。この文書には「北部は南部に従うべきではない」、「北部政権を早急に設立すること」などが盛り込まれた。ワルサンゲリ氏族からは、スルターンであるアブドゥルサラン・マハムード・アリが病気中だったため、弟イスマイル・マハムード・アリとアフメド・ヒルシ・アウルの2名が署名した。なお、この文書は「スルターン・イスマイル・スルターン・マハムード」の名義で署名されている。
1991年6月、ソマリランド共和国の樹立が宣言された。政府機構はイサック氏族13名、ドゥルバハンテ氏族2名、ガダブルシ氏族2名、ワルサンゲリ氏族1名からなると発表された。
同じ1991年、1960年代とほぼ同じ形で統一ソマリ党が復活した。ただし間もなく西のソマリランドを支持する派閥と、東のプントランドの前身に当たるソマリ救済民主戦線を支持する派閥に分裂した。
1992年1月、ソマリランドのイサック氏族がベルベラ港の利権などを巡って内戦状態となり、1000人以上が死亡した。しかし戦闘は比較的短期間に終わり、11月にはシェークで和解が行われ、イサック氏族以外にもデュルバハンテ、ガダブルシなどの長老が集まったが、ワルサンゲリ氏族はこの会合に参加しなかった。ワルサンゲリ氏族は同じ11月にイサックの支族であるハバル・ユニスと和平会議を行ったが、ソマリランド代表が参加することは拒否した。
1995年、ソマリランドの国防副大臣はワルサンゲリだった。ただしワルサンゲリでも統一ソマリ党 (USP) に属する人はソマリランドの独立に反対していた。

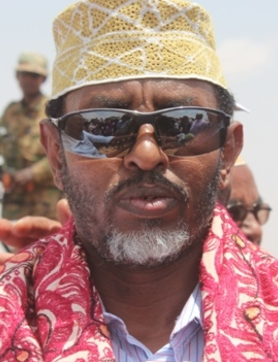
26代目スルターンのサイード

1996年、スルターンのアブドゥルサラン・マハムード・アリが死去し、息子サイード・アブドゥルサラン・マハムードが翌1997年に継いだ。しかしアブディサランの弟で長くスルターン代行を務めたイスマイルは、サイードのスルターン就任後にもワルサンゲリ氏族代表として各種の交渉を行った。そのためサイードとイスマイルとの権力闘争となり、2004年にイスマイルが死去するまで続いた。

### プントランド建国とプントランド政府との対立
1998年7月、ソマリランドの東部でプントランドの設立が宣言された。プントランド初代大統領のアブドゥラヒ・ユスフは、マジェルテン、デュルバハンテ、ワルサンゲリの3氏族連合ハルティの指導者であると宣言している。設立当時はマジェルテンから大統領、デュルバハンテから副大統領、ワルサンゲリから議会議長が出された。ただしワルサンゲリは引き続きソマリランドにも代表を送り、両属の形となった。ソマリランドとプントランドの両属の形を取ったのはスルターンのサイード・アブドゥルサラン・マハムードの指示とも言われる。なお、その後もプントランド議会議長はワルサンゲリ氏族出身者から選ばれている。
前スルターンの弟で「ワルサンゲリ氏族代表」のイスマイルはプントランドとの交流を重視し、一方で前スルターンの息子で現「スルターン」のサイードはソマリランドとの交流を重視した。このためワルサンゲリの内部が混乱した。
2001年のイギリス政府の報告によると、ソマリランド政府の東部地域の統治は限定的であり、ワルサンゲリとドゥルバハンテは準自治地域を確立したとされる。ただし戦闘は発生しておらず、両氏族共にソマリランド政府とソマリランド国内を自由に行き来できるとも報じられている。
2005年、ワルサンゲリ氏族の一部が自分たちの居住地域をマーヒル国として独立を宣言した。ただしワルサンゲリ氏族全体に対する影響力は小さかった。「マーヒル国」の存在は2007年、2009年にも確認されている。2009年10月にケニアのナイロビで開催されたデュルバハンテとワルサンゲリの長老会議では、マーヒル国の理念は理解するが現実的ではないとの話が出ている。2009年に日本の高野秀行がラス・コレーを訪問し、その際にハルゲイサ在住の友人から、マーヒルは「インターネット上でワルサンゲリ氏族が勝手に名乗っている国であり、政府軍が来ない時だけ町に出てきており、実態としては国でも何でもない」との話を聞いている。
2006年、マジヨハンでワルサンゲリの支族が付近の地下資源を巡ってプントランド大統領マハムド・ムセ・ヘルシと対立した。この対立は地下資源調査に手を挙げていた外国企業が撤退し、2009年に大統領の任期が終了したため立ち消えになったが、ワルサンゲリ氏族全体とプントランドの対立の原因となった。
2008年8月、ワルサンゲリ氏族を代表してアブドゥラヒ・イルカジールが翌年の2009年プントランド大統領選挙への立候補を表明し、それには敗れたものの新しい大統領ファロレによって内務大臣に任命された。一方、ワルサンゲリのマハムード・サイード・アトムがガルガラ地域で軍閥を作った。アトムはこの頃からイスラーム武装勢力アル・シャバブとの関係を強化したと言われている。
2010年8月、プントランド軍がガルガラのワルサンゲリ軍閥を討伐した。ただしその方法が残虐だとしてプントランド政府内からも批判の声が出た。
2012年2月、ガルガラの軍閥が正式にアル・シャバブと手を組み、プントランドと対立した。
2016年7月、ワルサンゲリスルターンのサイードがサナーグ地域のシンビラーレにて、選挙広報のため訪れたソマリランド代表団を歓迎した。
2018年9月、アダン・サイード（Aadan Siciid）氏族長のスルターン・マハムード・ハッサン・アリ・ジブリル（Suldaan Maxamed Xasan Cali Jibriil）がハダフティモとバハンの間の道で死亡。プントランド軍兵士の銃撃によるものだった。
2019年4月9日、ソマリランド副大統領のアブディラフマン・ゼイライがワルサンゲリ氏族のドゥベイス族長のスルターン・マハメド・アルタンとベルベラで会談した。
2019年11月、ワクダリアから5キロメートル南東にありワルサンゲリ氏族ガラブサレ支族が住むシダン村でハバル・ユーニスとの戦闘が発生し、多数の死傷者が発生したと報道された。
2020年8月、ワルサンゲリスルターンのサイード・アブドゥルサラン・マハムードがエリガボの自宅でイサックの支族であるハバル・アワル氏族を昼食会に招いた。
2021年4月、ワルサンゲリ氏族はソマリランド衆議院議員選挙にて選挙をボイコットした。選挙前にワルサンゲリ氏族は5議席を持っていた。
2021年12月、ボサソで起きたプントランド軍同士の衝突を仲裁するため、ワルサンゲリスルターンのサイード・アブドゥルサラン・マハムードがボサソを訪問した。
2020年11月、亡くなったプントランド国家報道官のガラアド・アブドゥライ・アリ・イードの葬儀のため、ワルサンゲリスルターンのサイード・アブドゥルサラン・マハムードがバハンを訪問した。
2022年6月、エリガボでワルサンゲリ氏族の代表団がソマリランド大統領らと会談した。その合意事項として、ワルサンゲリ氏族代表は、ワルサンゲリはソマリランドの正式なメンバーであること、ワルサンゲリの指導者はワルサンゲリの地域においてソマリランド政府の権限を拡大することなどに合意し、ソマリランド政府はラス・コレーの港湾施設やエリガボとバハンの間の道路、水、保険、教育などの経済インフラを整備することなどを約束した。

### ラス・アノド紛争の影響
2023年1月、ソマリランド政府が実効支配していたスール地域東部で、デュルバハンテ氏族が反乱してチャツモ国の再建を宣言した。これまでスール地域東部と、ワルサンゲリ氏族が住むサナーグ地域東部はソマリランドとプントランドの紛争地帯状態だったが、それ以後はスール地域東部はソマリランド・プントランドのどちらからも統治外となった。その影響で、ワルサンゲリ氏族が住むサナーグ地域東部の帰属も再びあいまいとなった。
2023年9月、プントランド選挙委員会に、プントランド大統領はデュルバハンテから2名、レールカセから1名推薦し、議会議長がワルサンゲリから2名、マジェルテンから1名任命した。これにより、プントランド選挙委員会でのワルサンゲリ氏族の比率が増した。
2024年10月、ワルサンゲリ氏族の居住地域でプントランドが実効支配している町バハンで、ワルサンゲリによる軍閥マーヒル国の幹部がバハンに入ろうとしてプントランド軍との戦闘となった。
2025年1月2日、サナーグ地域の町エルブーでワルサンゲリ氏族スルターンのサイード・アブドゥルサラン・マハムードが招集したワルサンゲリの会合が開かれ、最近エリガボでイサック氏族のハバル・ジェロ支族とワルサンゲリ氏族の間で発生した戦闘について、ソマリランド政府とソマリランドの民兵が1993年にイサック氏族とワルサンゲリ氏族の間で結ばれた協定に違反したとして、損害を負担させることなどが決議された。
2025年1月8日、プントランド北部の港町ボサソで、プントランド大統領とワルサンゲリ氏族の代表団が会談した。この時、ワルサンゲリ代表団はエリガボで締結したソマリランド代表との合意をイサック氏族側の不誠実が原因により無効とする宣言をした。
2025年1月27日、ソマリア大統領はワルサンゲリ氏族のアブディハキム・マハムード・アフメドをイエメン大使に任命。この人物は過去にプントランド大統領としばしば意見が対立していた。
2025年1月25日から31日までの間、ワルサンゲリ氏族とデュルバハンテ氏族の会合が、ワルサンゲリ氏族スルターンのサイード・アブドゥルサラン・マハムードの招集で、サナーグ地域の町バハンで行われた。最終日、最近エリガボで発生した戦闘について「ワルサンゲリとデュルバハンテはエリガボ地区の防衛と回復のためにハルティの名のもとに団結する」などが決議された。
2025年3月、サナーグ地域で氏族同士の戦闘があり、ワルサンゲリ族長のサイード・アブドゥルサラン・マハムードは仲裁を試みた。
2025年4月、ソマリア連邦政府首相のハムザ・アブディ・バーレが、2023年にデュルバハンテ氏族がラス・アノドを中心としてソマリアへの帰属（ソマリランドからの独立）を宣言した政権SSCチャツモの行政中心都市ラス・アノドを訪問し、連邦構成国の一つとして正式に認めた。ワルサンゲリ族長のサイード・アブドゥルサラン・マハムードも招かれたがサイードは同席を拒否し、ハダフティモにあるワルサンゲリの本拠地に来訪するなら歓迎すると述べた。

## 関連人物

### 歴代の族長
ワルサンゲリの王の古い家系には伝説的な面もあり、特に年代はあてにならないが、ここでは2022年にAllSanaag.comが掲示したものを中心に示す。代数はそれに便宜的に数字を付けた物である。
1. アブドゥラヒ・コーゲ（英語版） Abdullah bin Kouj bin Mahmoud bin Hartiyy (1298–1311)[61] ワルサンゲリ・スルタン国の初代スルターンとされる。ただし当人はスルターンではなくガラドを称した。通称はDhidhin。父はKouj （Kooge）、祖父はMahmoud、曽祖父はHartiであるとされる。ただし伝説上の人物で、異説もある。
2. ハマル・ガレ（英語版） Garaad Hamar Gale(1311–1328)[61] アブドゥラヒの子とされる2代目ガラド。
3. Garaad Ibrahim (1328–1340)[61]
4. Geraad Omer (1340–1355)[61]
5. Garaad Mohamud (1355–1375)[61]
6. Garaad Ciise (1375–1392)[61]
7. Garaad Siciid (1392–1409)[61]
8. Garaad Ahmed (1409–1430)[61]
9. Garaad Siciid (1430–1450)[61]
10. Garaad Mohamud (1450–1479)[61]
11. Garaad Ciise (1479–1487)[61]
12. Garaad Omar (1487-1495)[61]
13. アリー・ダブレ（英語版） Garaad Ali Dable (1495–1503)[61]
14. Garaad Liban (1503–1525)[61]
15. Garaad Yuusuf (1525–1555)[61]
16. Garaad Mohamud (1555–1585)[61]
17. Garaad Abdale (1585–1612)[61]
18. Garaad Ali (1612–1655)[61]
19. Garaad Mohamud (1655–1675)[61]
20. Garaad Naleye (1675–1705)[61]
21. Garaad Mohamed (1705–1750)[61]
22. Garaad Ali (1750–1789)[61]
23. Garaad Mohamud (1789–1830)[61]
24. アウル・マハムード・アリ Garaad Aul (1830-1870) 本名はマハメド。アウルはCawlとも書きニックネーム[62]
25. アリ・マハメド・マハムード Garaad Ali Shire (1870–1897)[61] イギリスとの保護条約に署名。ニックネームはシレ（Shire）。以後はShireがワルサンゲリスルターン家の姓のように使われる。
26. マハムード・アリ・シレ（英語版） Sultan Mohamud Ali Shire (1897–1960)[61] ワルサンゲリ氏族で初めてスルターンを称した（それまではガラード）とされるが、イギリスに流刑にされた。シレは父親のニックネーム。
27. アブディサラーン・マハムード・アリ Sultan Abdisalaan  (1960–1997) マハムドの子[61]。
28. シシード（サイード）・アブディサラーン・マハムード Suldaan Siciid Suldaan Cabdisalaan (1997 – 現職) アブドゥルサランの子。1964年生まれ。スルターン就任までは家畜や食糧を取り扱う仕事についていた。1998年にはプントランドでの重要な会議に出席して政府関係者や王族との親交を深めた[8]。ソマリア内戦後に就任[61]。バハンに住む[63]。

### ソマリア政府
- アブディラヒ・マハムード・アフメド（英語版） 1926年生まれ。1964年までソマリア国務長官
- ジャマ・アリ・コーシェル（英語版） バーレ政権下で第一副大統領を務めたが、クーデター未遂の嫌疑をかけられ失脚[4]。
- サイード・コーシェル（英語版） ジャマ・アリ・コーシェルの息子。ソマリアが連邦制国家に移行した後の2014年にソマリア国空陸運大臣を務めた[4]。
- アシャ・アフメド・アブダラ（英語版） ソマリア連邦政府の女性議員[10]

### プントランド
歴代の議会議長を輩出している。
- アブディラシド・ユスフ・ジブリル（英語版） 2019年11月からプントランド議会議長
- アブディリザク・アフメド・サイード（英語版） 2024年1月からプントランド議会議長。

### その他
- ジブリル・アリ・サラド（英語版） 2007年にマーヒル国の大統領を称した。ワルサンゲリの王族であるレール・ガラード出身[64]。
- モハメド・サイード・アトム（英語版） 2010年にガルガラ（英語版）でワルサンゲリ民兵を率いてアル・シャバブへの忠誠を誓い、プントランド政府と対立した。2014年にアル・シャバブ脱退を宣言して降伏。[65]
- アブドゥルカデル・カミル・モハメド（英語版） 2013年からジブチの首相[66]。

## 情報源
1. ↑  “Somali warlords call stop to port clash”.   iol (2010年). 2025年4月30日閲覧。
2. 1 2  “On Eastern Africa”. The Journal of the Royal Geographical Society of London 18:  136-139. (1848-05-08). doi:10.2307/1797939 2025年4月20日閲覧。.
3. 1 2 3 4  “Somalia: Update to SOM23731.E of 24 April 1996 on the situation of the Warsangeli (Darod)”. Canada: Immigration and Refugee Board of Canada. (1999年3月1日).  オリジナルの2023年9月15日時点におけるアーカイブ。 2025年4月20日閲覧。
4. 1 2 3 4 5 6 7 8 9  Roland Marchal (2014年7月23日). “The Puntland State of Somalia. A Tentative Social Analysis”.   HAL open science. 2025年5月6日閲覧。
5. ↑  “Madax-dhaqameed Ka Soo Jeeda Sanaag Bari oo Hargaysa Lagu soo Dhaweeyay”. Wargeyska Dawan. (2019年4月11日) 2025年5月10日閲覧。
6. ↑  “Suldaan Beesha Warsangali Ah Oo Hanjabaado U Soo Diray Beesha Garxajis”. hadhwanaagnews.com. (2020年4月16日) 2025年5月11日閲覧。
7. ↑  ““Suldaanadii hore siyaasadda may gali-jirin ee Beelaha ayay kala hagaajin-jireen…””. Hargeisa Press. (2023年12月27日) 2025年5月10日閲覧。
8. 1 2 3 4 5 6  Markus V. Hoehne (2011年1月). “[https://www.researchgate.net/publication/296964922_Political_Orientations_and_Repertoires_of_Identification_State_and_Identity_Formation_in_Northern_Somalia Political Orientations and Repertoires of Identification: State and Identity
Formation in Northern Somalia]”. 2021年9月11日閲覧。
9. ↑  Kauz, Ralph (2010). Schottenhammer, Angela. ed. Aspects of the Maritime Silk Road: From the Persian Gulf to the East China Sea. 10 of East Asian Economic and Socio-cultural Studies - East Asian Maritime History. Otto Harrassowitz Verlag. p. 130. ISBN 978-3-447-06103-2 2011年12月26日閲覧。
10. 1 2 3 4 5 6 7 8 9  Markus Virgil Hoehne (2014年9月). “Resource conflict and militant Islamism in the Golis Mountains in northern Somalia (2006–2013)”. 2025年4月20日閲覧。
11. 1 2  “Maxaad Ka Taqaannaa Suldanada Ugu Faca Weyn Beesha Isaaq Oo Tirsata 400 Sanno Ku Dhawaad.”. Oodweyne news.com. (2021年2月13日) 2025年5月4日閲覧。
12. 1 2  Pablo Arconada Ledesma (2023). Historia de Somalia. Los Libros De La Catarata. ISBN 9788413526805
13. 1 2  Nicholas W. S. Smith (2021). Colonial Chaos in the Southern Red Sea. Cambridge University Press. ISBN 9781108845663 2025年5月2日閲覧。
14. ↑  Gerad Abdullah
15. ↑  同一人物がMohamed Ali Gerad、Mahomed Ali Geradの2つの綴りで登場する
16. ↑  “Memoir on the Western or Edoor Tribes, Inhabiting the Somali Coast of N.-E. Africa, with the Southern Branches of the Family of Darrood, Resident on the Banks of the Webbe Shebeyli, Commonly Called the River Webbe”. The Journal of the Royal Geographical Society of London 19:  49-76. (1848-11-13). doi:10.2307/1798086 2025年4月19日閲覧。.
17. ↑  “Occupational groups in Somalia”.   Minority Rights Group (2024年). 2025年4月20日閲覧。
18. ↑  Sultans Mahmud Ali
19. ↑  August Petermann, ed (1873). Dr. A. Petermanns Mitteilungen aus Justus Perthes' geographischer Anstalt Petermanns Geographische Mitteilungen. H. Haack
20. 1 2 3  John Anthony Hunt (1951年). “A general survey of the Somaliland protectorate 1944-1950”. 2021年9月25日閲覧。
21. ↑  Muhammad Mahmud Ali, Gerad of all the Warsangali
22. ↑  “The Text of the Agreement between the Warsangalis Tribe and the British Government (January 27, 1886)”.   Hiiraan.com. p. 34 (1886年). 2025年5月12日閲覧。
23. ↑  Great Britain. Hydrographic Dept (1887). The Gulf of Aden Pilot. J. D. Potter. p. 39 2025年5月1日閲覧。
24. ↑  Brad Poore (2009-01-01). “SOMALILAND: SHACKLED TO A FAILED STATE”. Stanford Journal of International Law.
25. 1 2  Robert L. Hess (5). “The 'Mad Mullah' and Northern Somalia”. 2025年4月26日閲覧。
26. ↑  I. M. Lewis (1965年). “A Modern History of Somalia. Nation and State in the Horn of Africa.”. 2021年11月25日閲覧。
27. ↑  Joseph Morrison Skelly, ed (2009). Political Islam from Muhammad to Ahmadinejad: Defenders, Detractors, and Definitions. Bloomsbury Publishing USA. ISBN 9780313372247
28. ↑  “Seychellois rekindle ties with Sultan of Somaliland”. virtualseychelles. (2004年10月5日).  オリジナルの2005年3月1日時点におけるアーカイブ。 2025年4月20日閲覧。
29. 1 2  “Maxaad Ka Ogtahay Taariikha Guunka Ah Ee Degmada Laasqoray Iyo Magacii Waayadii Hore La Odhan Jiray Xigasho Qore , C/casiis Maxamud”. Berbera Today. (2017年4月17日) 2025年4月29日閲覧。
30. ↑  Peter Fryer (1984). Staying Power: The History of Black People in Britain. University of Alberta. ISBN 9780861047499
31. 1 2 3  I. M. Lewis (1994). Peoples of the Horn of Africa. Somali, Afar and Saho
32. 1 2 3  Gérard Prunier (1995年7月1日). “Somalia: Civil War, Intervention and Withdrawal 1990 - 1995”. refworld 2025年4月30日閲覧。
33. ↑  “Taariikhda Maayirada Ceerigaabo Iyo Taliyaashi”. hadhwanaagnews.com. (2022年1月6日) 2025年4月27日閲覧。
34. 1 2 3  Muuse Yuusuf (2021). The Genesis of the Civil War in Somalia: The Impact of Foreign Military Intervention on the Conflict. Bloomsbury Publishing. ISBN 9780755627103
35. ↑  ソマリランド独立宣言（KU: GUDOOMIYE-ku xigeenka ururka S N M ANNA GUDOOMIYAHA SHIRKA AAYA KA TALINTA WAQOOYI.）
36. ↑  “LE NORD”. refworld. (1992年9月1日) 2025年4月30日閲覧。
37. ↑  Maria Montserrat Guibernau i Berdún, ed (2010). The Ethnicity Reader: Nationalism, Multiculturalism and Migration. Polity. ISBN 9780745647012
38. ↑  “Yaa Reer Maakhir halkaa gaarsiiyey?”.   AllSanaag. 2025年5月11日閲覧。
39. ↑  “Baarlamaanka Putland Oo Maanta Dooranaya Shirgudoonkii Hogaamin Lahaa Iyo Afar Musharax Oo Kasoo Jeeda Gobolka Sanaag Oo Ku Tartamaya [Puntland Parliament to Elect Speaker Today, Four Candidates from Sanaag Region Competing]”. Berbera Today. (2019年1月4日) 2025年5月6日閲覧。
40. ↑  Country Information and Policy Unit, Asylum and Appeals Policy Directorate, Immigration and Nationality Directorate (36982). “Somalia Assessment”.   United Kingdom: Home Office. 2025年5月3日閲覧。
41. ↑   The Pirates of Somalia: Inside Their Hidden World. Jay Bahadur. (2011). ISBN 9780307906984 2025年5月1日閲覧。
42. ↑  高野秀行 (2015-01-30). 恋するソマリア. 集英社. p. 56. ISBN 9784087715842
43. ↑  “Suldaanka Warsangali oo soo dhoweeyey xubno ka socda xukuumada Somaliland”. Garowe online. (2016年7月22日) 2025年4月29日閲覧。
44. ↑  “Madaxweyne Gaas oo Guddi u magacaabay dhacdadii geerida Suldaan Xasan Cali Jibriil”. Puntland Post. (2018年9月22日) 2025年5月10日閲覧。
45. ↑  “Askari Ka Tirsan Maamulka Puntland oo Dilay Suldaan Reer Sanaag ah.”. Somaliland Today. (2018年9月21日) 2025年5月10日閲覧。
46. ↑  “Madaxweyne ku-xigeenka JSL Oo Berbera Kula Kulbay Madax-dhaqameed kasoo Kici Timay Gobolka Sanaag”. Oodweyne news.com. (2019年4月9日) 2025年5月10日閲覧。
47. ↑  “What is Fuelling the Fire Burning in Shidan, Sanaag, Somalia?”. Wardheer News. (2020年1月3日) 2025年5月11日閲覧。
48. ↑  “Suldaanka Guud Ee Beelaha Warsan-Gali Oo Qado Sharaf Magaalada Ceerigaabo Ugu Sameeyay Salaadiyiinta Beesha Habar Awal.”. Berbera Today. (2020年8月18日) 2025年4月30日閲覧。
49. ↑  “Somaliland siyaasi ka faa'iideystay kuraasta Sool iyo Sanaag”. Garowe online. (2021年6月4日) 2025年5月10日閲覧。
50. ↑  “Dhageyso:Dadaalada Nabadeed ee laga dhex wado isimida Puntland iyo Deni”. Gedo Times. (2021年12月28日) 2025年4月30日閲覧。
51. ↑  “Badhan: Aaska Afhayeenkii Isimada Puntland Garaad Cabdullaahi Cali Ciid”. Horseed Media. (2020年11月21日) 2025年4月30日閲覧。
52. ↑  “Madaxweynaha Somaliland iyo Weftigii uu Hogaaminayey oo Kuan La Qaatay Ergeda Beesha Warsangeli ee shirku uga socda Ceerigaabo.”. Wajaale News. (2022年6月12日) 2025年5月6日閲覧。
53. ↑  “Shirka Beel-weynta Warsangali Oo Laga Soo Saarey Qodobo Ay Isla Af-garteen Xukuumadda Jamhuuriyadda Somaliland Iyo Bulshadda Beeshaasi..”. Oodweyne news.com. (2022年6月15日) 2025年5月10日閲覧。
54. ↑  “High Court of Puntland: A Political Tool or Judicial Body?”. Garowe online. (2023年9月15日) 2025年5月10日閲覧。
55. ↑  “Fighting erupts in Badhan as Puntland and Maakhir forces clash over territory”. Hiiraan online. (2024年10月14日) 2025年5月6日閲覧。
56. 1 2  “Qodobo Kasoo Baxay Shir Beelaha Warsangali Uga Socday Deegaanka Ceelbuh ee Gobolka Sanaag”. Hiiraan online. (2025年1月2日) 2025年5月4日閲覧。
57. ↑  “Madaxweyne Deni oo Shir la yeeshay Suldaan Siciid Suldaan Cabdisalaan iyo guddiga difaaca beesha Warsangeli”. Puntland Post. (2025年1月8日) 2025年4月30日閲覧。
58. ↑  “DF oo xil u magacaabaysa siyaasi ay aad isu hayaan Deni”. Caasimada Online. (2025年1月17日) 2025年5月10日閲覧。
59. ↑  “Dagaal lagu hoobtay oo ka dhacay Sanaag + Khasaaraha”. Caasimada Online. (2025年3月10日) 2025年4月27日閲覧。
60. ↑  “Suldaanka Guud ee Beelaha harti Suldaan Siciid Suldaan Cabdisalaan oo Ka Diiday Raisal Wasaare Xamse Cabdi Bare Inuu Laascaanod Ugu Tago Maamulna Uwada Sameeyo Warsengeli Iyo Dhulbahante”. Berbera Today. (2025年4月11日) 2025年4月27日閲覧。
61. 1 2 3 4 5 6 7 8 9 10 11 12 13 14 15 16 17 18 19 20 21 22 23 24 25 26 27 28  “Sanad guuraddii 25 aad ee Suldaan Siciid 1997 2022” [スルターン・サイード生誕25周年 1997年 2022年].   allsanaag.com (2022年). 2025年4月27日閲覧。
62. ↑  “Saldanada Maakhir”.   AllSanaag. 2025年5月13日閲覧。
63. ↑  “Madaxweynaha Puntland oo la kulmay Suldaan Siciid Suldaan Cabdisalaan”. Puntland Post. (2018年9月19日) 2025年4月27日閲覧。
64. ↑  “DIALOGUE FOR PEACE”.   interpeace. p. 72 (2006年). 2025年5月11日閲覧。
65. ↑  “Somaliland Under Jihadist Threat? Analysis”. Somaliland Current. (2021年8月11日) 2025年5月1日閲覧。
66. ↑  “Warsangeli wada hadlaya maxaa Isaaq soo dhex geliyey?”.   allsanaag.com. 2025年4月29日閲覧。